# Erling
Erling ist ein dänischer, norwegischer und schwedischer männlicher Vorname mit der Bedeutung „Prinz bzw. Thronfolger“.

## Namensträger
- Erling Blöndal Bengtsson (1932–2013), dänischer Cellist
- Erling Eidem (1880–1972), schwedischer lutherischer Geistlicher, Erzbischof von Uppsala
- Erling Haaland (* 2000), norwegischer Fußballspieler
- Erling Jepsen (* 1956), dänischer Schriftsteller und Dramatiker
- Erling Jessen (* 1938), dänischer Kanute, Medaillengewinner bei Olympia
- Erling Jevne (* 1966), norwegischer Skilangläufer
- Erling Johnson (1893–1967), norwegischer Chemiker
- Erling Kagge (* 1963), norwegischer Rechtsanwalt und Abenteurer
- Erling Kristiansen (1923–2009), norwegischer Radrennfahrer
- Erling Kroner (1943–2011), dänischer Jazz-Posaunist und -Komponist
- Erling Kroken (1928–2007), norwegischer Skispringer
- Erling Lindström (* 1937), schwedischer Eishockeyspieler und -trainer
- Erling Mandelmann (1935–2018), dänischer Fotograf
- Erling von Mende (* 1940), deutscher Sinologe
- Erling Moe (* 1970), norwegischer Fußballtrainer
- Erling Norvik (1928–1998), norwegischer Politiker und Journalist
- Erling Pettersen (* 1950), norwegischer evangelisch-lutherischer Bischof
- Erling Sande (* 1978), norwegischer Politiker
- Thomas Erling Schellin (* 1939), US-amerikanischer Schiffbauingenieur
- Erling Sivertsen (1904–1989), norwegischer Zoologe und Karzinologe
- Erling Skakke (1115–1179), norwegischer Häuptling
- Erlingr Skjálgsson (um 975–1028), norwegischer Häuptling
- Erling Steinvegg († 1207), norwegischer König
- Erling Stranden (* 1949), norwegischer Skispringer
- Erling Tambs (1888–1967), norwegischer Schriftsteller und Segler
- Erling Wikborg (1894–1992), norwegischer Politiker